# Cristian Deville
Cristian Deville, född 3 januari 1981, är en italiensk alpin skidåkare. Han debuterade i världscupen den 5 januari 2003 i Kranjska Gora.
Deville tog sin första världscupseger i slalomen i Kitzbühel den 22 januari 2012. Han har även ett slalom-brons från junior-VM i alpint 2001.

## Världscupssegrar
| Datum           | Plats     | Gren   |
| --------------- | --------- | ------ |
| 22 januari 2012 | Kitzbühel | Slalom |